# Bayerfeld-Steckweiler
Bayerfeld-Steckweiler település Németországban, Rajna-vidék-Pfalz tartományban. Lakosainak száma 385 fő (2023. december 31.).

## Népesség
A település népességének változása:
| Lakosok száma | 565  | 401  | 412  | 399  | 385  | 385  |
|               | 1975 | 2017 | 2019 | 2021 | 2022 | 2023 |